# Skogen i skolan
Skogen i Skolan är ett nationellt samverkansprogram i Sverige mellan skolan och landets skogliga intressenter. Verksamheten startades 1973 för att bedrivas på skolans villkor och syftar till att koppla samman teori och praktik för att öka lärares och elevers intresse för och kunskap om skog. 
Skogen i Skolan har en omfattande regional verksamhet och ansvaret för den nationella verksamheten ligger hos Föreningen Skogen. Sedan Skogen i Skolan startades sker ett nära samarbete med Skogsstyrelsen. Skogen i Skolan gav ut en tidning fyra gånger per år fram till 2009. Därefter skapades ett elektroniskt nyhetsbrev som ges ut 6-8 gånger per år. Skogen i Skolan producerar även läromedel, har tagit fram en "skolskogsryggsäck", en mängd utomhuspedagogiska övningar och arrangerar fortbildning samt inspirationsdagar för lärare.
I Skogen i Skolan ingår drygt 1025 skolskogar runt om i landet, där skolorna kan bedriva utomhuspedagogik, främst för grundskolan.
Sedan 2011 bildar Skogen i Skolan och SkogsSverige en kommunikationsplattform för skog under Föreningen Skogens ansvar.